# Núi Azumaya

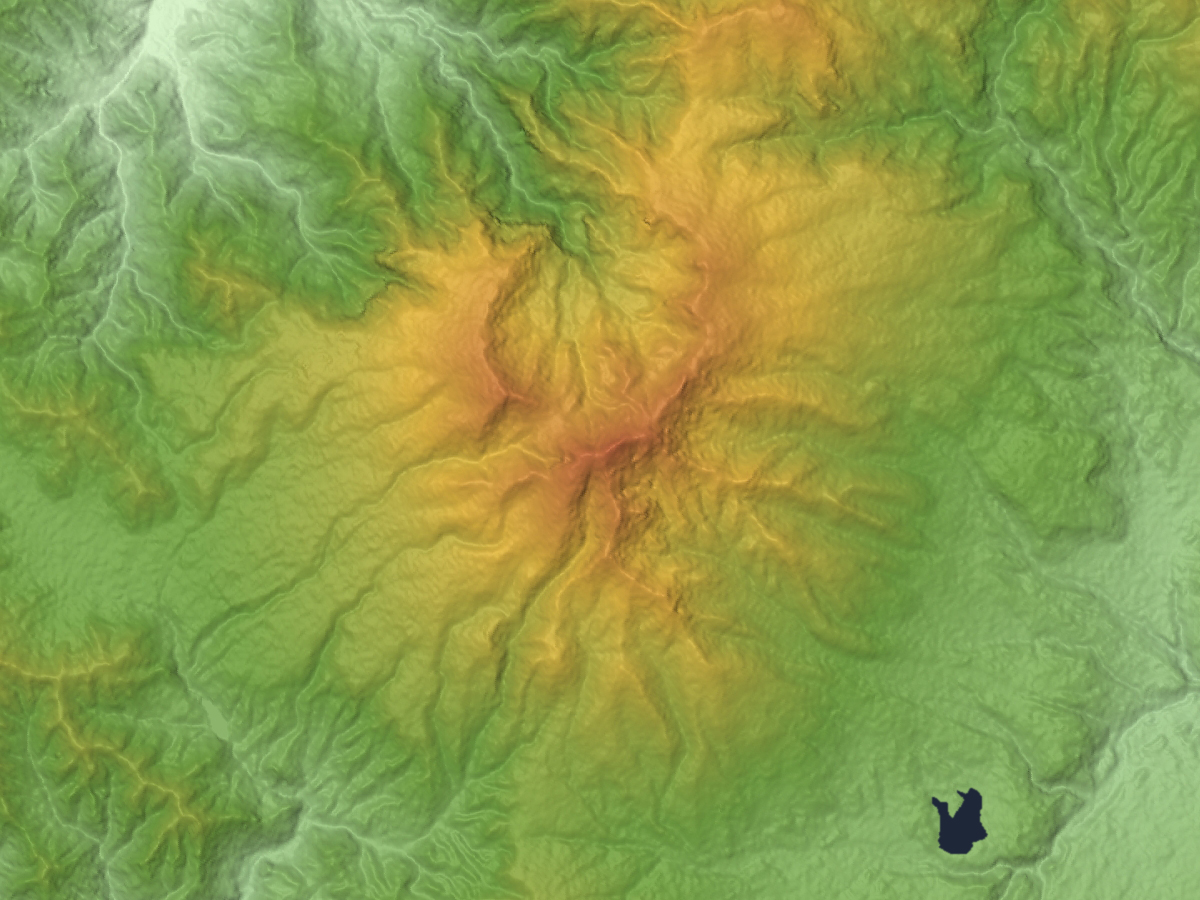
Bản đồ địa hình

Núi Azumaya (四阿山 (Tứ A sơn) Azumaya-san) là một trong 100 núi nổi tiếng Nhật Bản. Đỉnh nằm cao 2.354 m (7.723 ft), trên ranh giới hai tỉnh Nagano và Gunma. Có nhiều phát âm tên ngọn núi thay thế, như: 吾妻山 và 吾嬬山 được đọc là "Agatsuma-yama" (Núi Agatsuma). Ở ngôi làng Tsumagoi, ngọn núi được phát âm là 吾妻山.